# Nixon v Číně
Nixon v Číně (anglicky Nixon in China) je minimalistická opera amerického hudebního skladatele Johna Adamse, libreto napsala Alice Goodmanová. Pracovali na ní od roku 1985 do roku 1987, 22. října 1987 měla premiéru.
Její děj si bere za předmět průlomovou návštěvu amerického prezidenta Richarda Nixona v Číně v roce 1972 a jeho setkání s čínským vůdcem Mao Ce-tungem a zdůrazňuje kulturní rozdíly mezi oběma navzájem izolovanými zeměmi.
Společně s taktéž minimialistickým Einsteinem na pláži Philipa Glasse jde o jednu z nejvlivnějších a nejlépe přijatých amerických oper druhé poloviny dvacátého století. Skladba The People Are the Heroes Now je součástí soundtracku počítačové hry Sid Meier's Civilization IV.

## Osoby a obsazení
| osoba                                  | hlasový obor | premiéra (22. října 1987) |
| -------------------------------------- | ------------ | ------------------------- |
| Richard Nixon, prezident USA           | baryton      | James Maddalena           |
| Pat Nixonová, jeho žena                | mezzosoprán  | Carolann Pageová          |
| Čou En-laj, předseda čínské vlády      | baryton      | Sanford Sylvan            |
| Mao Ce-tung, čínský vůdce              | tenor        | John Duykers              |
| Henry Kissinger, ministr zahraničí USA | bas          | Thomas Hammons            |
| Ťiang Čching, Maova manželka           | soprán       | Trudy Ellen Craneyová     |
| první Maova sekretářka                 | mezzosoprán  | Mari Opatzová             |
| druhá Maova sekretářka                 | kontraalt    | Stephanie Friedmanová     |
| třetí Maova sekretářka                 | kontraalt    | Marion Dryová             |
| tanečníci, vojáci, obyvatelé Pekingu   |              |                           |

## Děj

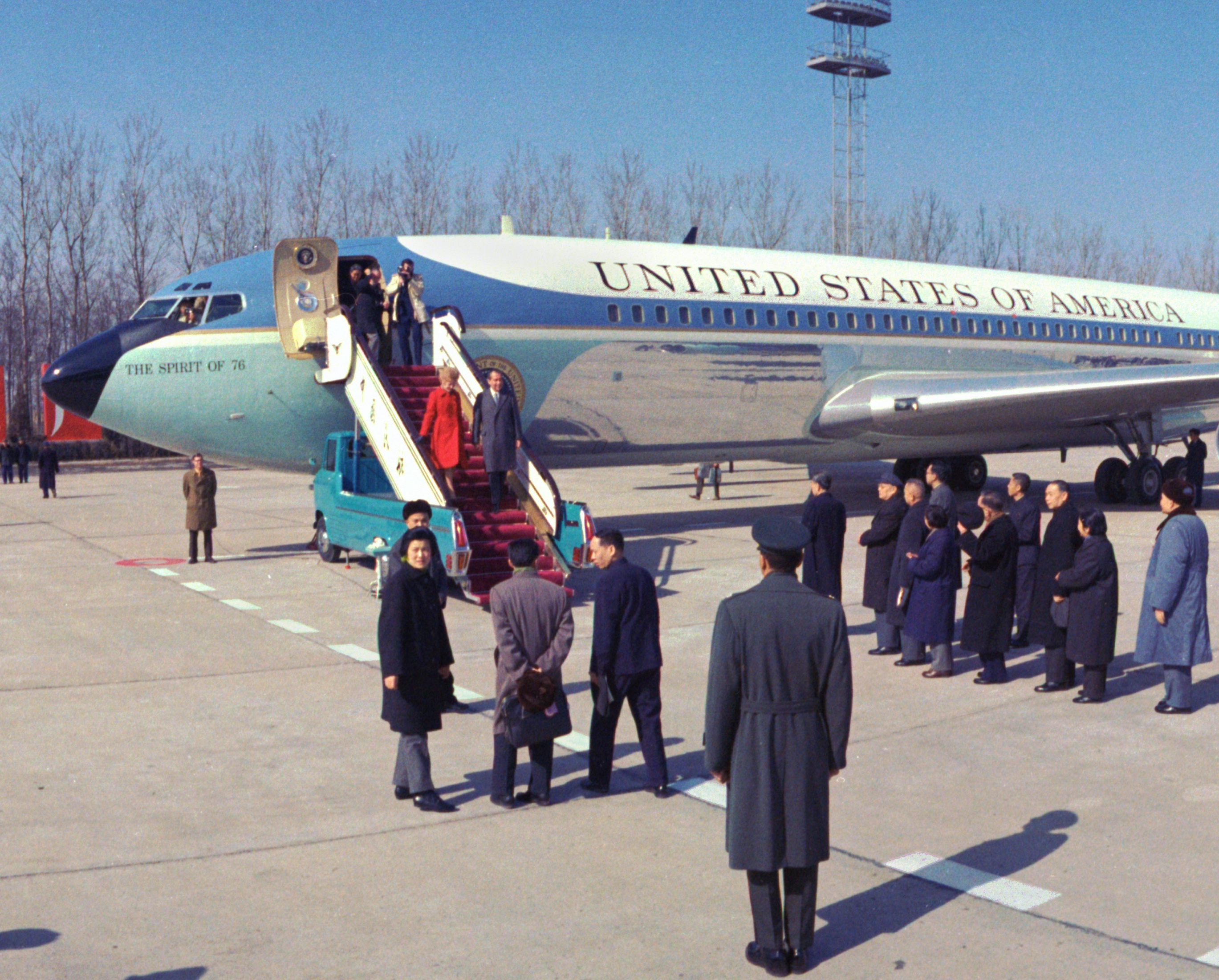
Skutečné uvítání Nixona s chotí na letišti v Pekingu se stalo předobrazem úvodu opery

Na začátku opery přistává Nixonovo letadlo na letišti v Pekingu a prezident s manželkou jsou vítáni premiérem Čou En-lajem. Nixon zdůrazňuje symboličnost své návštěvy jejím přirovnáním s přistáním první lidské posádky na Měsíci. Děj se pak přesouvá do Maovy pracovny, kde Nixon, Mao, Čou a karikovaný Henry Kissinger debatují o světě. První jednání končí na banketu, v němž se setkání mění na méně formální.
Na začátku druhého jednání Pat Nixonová navštěvuje Letní palác (árie „This is prophetic!“). Všechny postavy se poté scházejí na představení baletu Rudý ženský pluk, kde Kissinger v masce vstupuje do baletní role zlosyna. Baletní představení končí zásahem Ťiang Čching, která se v rozsáhlé a dramatické árii „I am the wife of Mao Tse-tung“ přihlašuje ke kulturní revoluci.
Závěr opery představuje i konec Nixonovy návštěvy. Oba manželské páry a premiér Čou na lůžku vzpomínají na návštěvu, i na začátek svého působení – Mao na počátky komunistické revoluce, zatímco Nixon na své válečné roky, kdy provozoval stánek s hamburgery. Střízlivý pohled doplňuje shrnující stručná Čouova poznámka.